# Världsmästerskapen i bordtennis 1999
 Världsmästerskapen i bordtennis 1999 spelades i Eindhoven under perioden 2-9 augusti 1999.
Tävlingarna var först förlagda till Belgrad tidigare under året, men flyttades på grund av Kosovokriget. Enbart individuella tävlingar avgjordes, lagtävlingen kom för första gången att spelas separat, året därpå.

## Resultat
| Disciplin   | Guld                      | Silver             | Brons                            |
| Herrsingel  | Liu Guoliang              | Ma Lin             | Werner Schlager                  |
| Herrsingel  | Liu Guoliang              | Ma Lin             | Jan-Ove Waldner                  |
| Damsingel   | Wang Nan                  | Zhang Yining       | Ryu Ji-Hye                       |
| Damsingel   | Wang Nan                  | Zhang Yining       | Li Nan                           |
| Herrdubbel  | Kong Linghui Liu Guoliang | Wang Liqin Yan Sen | Zoran Primorac Vladimir Samsonov |
| Herrdubbel  | Kong Linghui Liu Guoliang | Wang Liqin Yan Sen | Kim Taek-Soo Park Sang-Joon      |
| Damdubbel   | Li Ju Wang Nan            | Sun Jin Yang Ying  | Zhang Yingying Zhang Yining      |
| Damdubbel   | Li Ju Wang Nan            | Sun Jin Yang Ying  | Kim Moo-Kyo Park Hae-Jung        |
| Mixeddubbel | Ma Lin Zhang Yingying     | Feng Zhe Sun Jin   | Wang Liqin Wang Nan              |
| Mixeddubbel | Ma Lin Zhang Yingying     | Feng Zhe Sun Jin   | Qin Zhijian Yang Ying            |

### Fotnoter
1. ↑  ”World Championships Results”. ITTF Museum. Arkiverad från originalet den 11 maj 2012. https://web.archive.org/web/20120511103023/http://www.ittf.com/museum/results/WorldChresults.html. Läst 7 april 2012.
2. ↑  ”ITTF Statistics”. ittf.com. Arkiverad från originalet den 9 september 2012. https://archive.is/20120909183059/http://www.ittf.com/ittf_stats/All_events4.asp?Competition_ID=268. Läst 7 april 2012.
3. ↑  ”Ulf Lönnqvist om det svenska pingisundret”. Idrottens vänner. http://riksidrottensvanner.se/artiklardebatt/ulf-lonnqvist-om-det-svenska-pingisundret/. Läst 12 november 2015.